# Devotion – A Tribute to Depeche Mode
Devotion – A Tribute to Depeche Mode – tribute album Depeche Mode wydany w  roku 2003. 

## Lista utworów
1. Walking in My Shoes (wykonuje: Sero.Overdose)
2. Happiest Girl (wykonuje: Fictional)
3. In Your Room (wykonuje: Red Sparrow)
4. World in My Eyes (wykonuje: Inscape feat. DJ Worlock)
5. Never Let Me Down Again (wykonuje: Point Of View)
6. Shake the Disease (wykonuje: Brave New World)
7. A Question of Lust (wykonuje: Area 51)
8. Freelove (wykonuje: Sombre View)
9. Everything Counts (wykonuje: Yendri)
10. Higher Love (wykonuje: Pleasures Remain)
11. But Not Tonight (wykonuje: Matrix)
12. Enjoy the Silence (wykonuje: Inscape)
13. Sister of Night (wykonuje: China-Touch)
14. Behind the Wheel (wykonuje: Cut.Rate.Box)
15. Shake the Disease (wykonuje: Pilori)